# Матиц Ребец
Матиц Ребец (Постојна, 24. јануар 1995) словеначки је кошаркаш. Игра на позицији плејмејкера.
Са сениорском репрезентацијом Словеније је освојио златну медаљу на Европском првенству 2017. године.

## Успеси

### Клупски
- Крка:
  - Куп Словеније (1): 2016.
- Приморска:
  - Куп Словеније (1): 2018.
- Цедевита Олимпија:
  - Првенство Словеније (1): 2022/23.
  - Куп Словеније (1): 2023.

### Репрезентативни
- Европско првенство:  2017.

### Појединачни
- Најкориснији играч Купа Словеније (1): 2018.